# Odynerus caroli
Odynerus caroli är en stekelart som först beskrevs av Ferdinand Morawitz 1885.
Odynerus caroli ingår i släktet lergetingar och familjen Eumenidae. Inga underarter finns listade i Catalogue of Life.